# Killertomaten
Killertomaten ist eine amerikanische Zeichentrickserie von 1990 und 1991, die auf dem Film Angriff der Killertomaten aus dem Jahr 1978 und seiner Fortsetzung Die Rückkehr der Killertomaten aus dem Jahr 1988 basiert.

## Handlung
Die Serie beginnt fünf Jahre nach dem Großen Tomatenkrieg (ähnlich wie der Film Die Rückkehr der Killertomaten), in dem Tomaten verboten sind. Das hat Dr. Putrid T. Gangreen jedoch nicht davon abgehalten, sich an seinen Experimenten zu beteiligen. Gangreens ultimatives Ziel ist es, die Welt zu beherrschen, und er lässt sich von niemandem aufhalten. Aber sein erfolgreichstes Experiment könnte ihm durchaus zum Verhängnis werden. Tara Boumdeay, eine zum Menschen gewordene Tomate, rennt vor Gangreen davon und nimmt ihren „Bruder“, den pelzbedeckten F.T., mit, den sie als Hund ausgibt. Sie freunden sich mit Chad Finletter (Neffe des Veteranen des Großen Tomatenkriegs, Wilbur Finletter), an, der Tara, nachdem er das Paar vor einem Tomatenangriff gerettet hat, einen Job in der Tomatoless Pizza Parlour seines Onkels Wilbur verschafft. Sie teilt Chad ihr Geheimnis mit, dass die beiden Tomaten sind, und Chad schwört, ihnen gegen alles zu helfen, was Gangreen geplant hat. Dort stehen alle am Anfang der ersten Folge „Das Kabinett des Dr. Gangreen“, in der der böse Doktor seine neuen Pläne in die Tat umsetzt (und die er bis zur ersten Staffel fortsetzen wird).
In der zweiten Staffel würde es darum gehen, dass Gangreen in der ersten Folge tatsächlich die Welt erobert. Er wird jedoch von Zoltan und seiner Bande doppelt mutierter Tomaten gestürzt und ist gezwungen, sich Chad, Tara, Wilbur und dem Rest der Killer Tomato Task Force (anderen Veteranen des Großen Tomatenkrieges) anzuschließen.

## Produktion und Veröffentlichung
Die Serie entstand bei Marvel Productions, Fox Children’s Production und Four Square Productions unter der Regie von Karen Peterson. Die Drehbücher schrieben Ted Pedersen, Richard Mueller, Gordon Kent, Jack Enyart und Flint Dille. Für den Schnitt war Jay Bixsen verantwortlich und die künstlerische Leitung lag bei Don Morgan. Die Produzenten waren Boyd Kirkland und Richard Trueblood.
In den Vereinigten Staaten wurden die 21 Folgen vom 8. September 1990 bis zum 23. November 1991 auf Fox Kids in zwei Staffeln ausgestrahlt. Die erste Staffel von 1990 umfasste 13 Folgen, die zweite Staffel 1991 acht Folgen. Wiederholungen wurden 1992 und 1996 auf Fox und von 1998 bis 2000 auf Fox Family ausgestrahlt. Es folgten Ausstrahlungen unter anderem in Frankreich und Polen. In Deutschland wurde die Fernsehserie erstmals vom 18. November 1991 bis zum 2. Januar 1992 bei Pro Sieben gezeigt. Später wurden Wiederholungen sowohl bei Pro Sieben als auch bei Kabel eins ausgestrahlt.
2001 gingen die Rechte an der Serie an Disney, als dieses Marvel Productions erwarb.

## Synchronisation
Die deutsche Fassung entstand bei Arena Synchron in Berlin unter der Regie von Ulrich Johannson.
| Rolle                  | englische Stimme | deutsche Stimme |
| ---------------------- | ---------------- | --------------- |
| Beefsteak              | Chuck McCann     | Kurt Goldstein  |
| Chad Finletter         | Chris Guzek      | Florian Kiesel  |
| Dr. Putrid T. Gangreen | John Astin       | Achim Petry     |
| Fang                   | Susan Silo       | Erwin Schastok  |
| Igor Smith             | Cam Clarke       | Raimund Krone   |
| Ketchuck               | Maurice LaMarche | Jörg Döring     |
| Mummato                | Rob Paulsen      | Dieter Kursawe  |
| Tomacho                | Cam Clarke       | Walter Alich    |
| Whitley White          | Neil Ross        | Jürgen Kluckert |
| Zoltan                 | Maurice LaMarche | Marlin Wick     |